# Liste de modistes
 (mars 2014).
Liste des modistes classés par pays.

## Belgique
- Christophe Coppens est né à Sint-Niklas en 1969.
- Elvis Pompilio est né à Liège le 21 janvier 1961.

## France
Paris
- Caroline Reboux 1840-1927 - date d'installation inconnue - Fermeture en 1956
- Agnès, ouvre son atelier en 1937. En activité jusqu'en 1949
- Madame Agnès
- Rose Valois, installée rue Royale à Paris jusqu'en 1970.
- Legroux Sœurs, modiste fondé à Roubaix en 1913 par Germaine et Héloïse Legroux. Installées à Paris rue Cambon quatre ans plus tard, elles connaissent le succès quelques années après. En 1930, c'est leur nièce qui reprend l'entreprise. Legroux participe au Théâtre de la Mode en 1945.
- Jane Blanchot (1884-1979)
- Paulette (1900-1984), sans doute l'une des plus célèbres modistes parisiennes, ouvre en 1921, puis s'installe avenue Franklin-Roosevelt à partir de 1939. En activité jusqu'en 1984
- Gilbert Orcel, 1938-1972
- Jean Barthet, (1920 - février 2000). En activité de 1945 à 2000. S'installe avenue Matignon en 1949 puis déménage en 1955, 1957 pour finalement s'installer en 1959 au 107, rue du Faubourg-Saint-Honoré.
- Claude Saint-Cyr, 1911-2002. En activité de 1937 à 2002
- Olivier Chanan,  1966-1999
- Josette Desnus, Ouvre l'atelier "tête à tête" en 1985
- Christine d'Avout, Ouvre l'atelier "Christine d'Avout" en 2011. Ancienne de "tête à tête".
- Marie Mercié,
- Madeleine Panizon modiste attitrée de Paul Poiret
- Lucienne Rabaté
- Hélène de Saint Lager, modiste Parisienne.
- Virginie de Broc, modiste Parisienne, rachat de l'enseigne Jenny Clenn.

## Autre
- Marie Aubert
- Madame Clérice
- Lilly Daché, sans doute française, installée aux États-Unis
- Stephen Jones modiste britannique né en 1957
- Miss Katherine Newton tenu sa boutique en Ontario où elle réalisa pendant 30 ans des chapeaux cloche, elle décéda en 1968 à l'âge de 85 ans.
- Camille Roger
- Annie Sherburne
- Charles James, couturier, commence sa carrière aux États-Unis comme modiste avant de rapidement se diversifier.
- James Wedge modiste et photographe de mode britannique.
- Otto Lucas (en), modiste allemand, mort dans le crash du vol British European Airways 706 en 1971.